# Kvickly

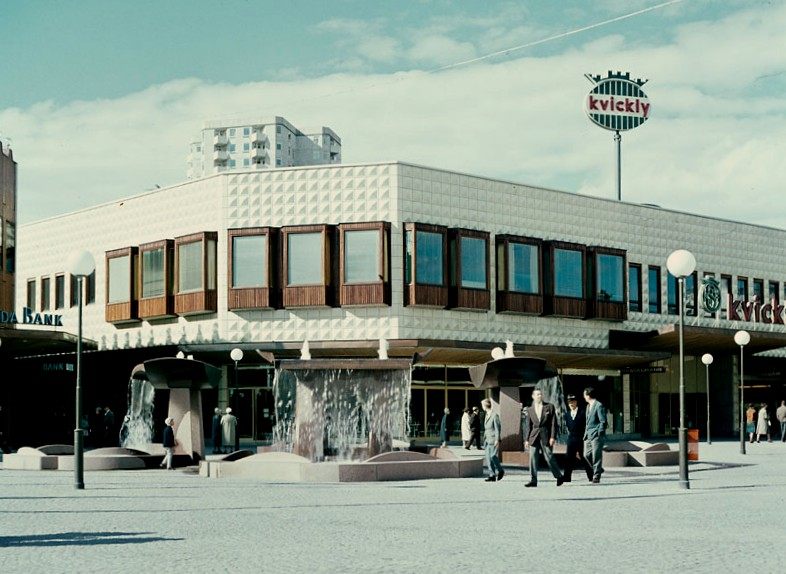
"Kvickly" i Farsta Centrum 1961

Kvickly var en varuhuskedja inom konsumentkooperationen (KF).
Kvicklybutikerna och varuhusen tillhörde Konsumentföreningen i Stockholm och fanns under slutet av 1950-talet och början av 1960-talet på ett flertal platser i Stockholm. En del av dessa varuhus döptes senare om till Domus enligt ett beslut från 1966. Kvickly finns numera inte kvar som butikskedja.
Kvickly är också namnet på en av danska Konsumentkooperationens butikskedjor, som fortfarande är i drift.